# William Scagel
William Scagel (12. února 1873 – 26. března 1963) byl americký nožíř. Narodil se nedaleko Alpeny v Michiganu a vyrostl v Kanadě. Původně pracoval jako kovář a v roce 1910 začal dělat nože pro dřevorubce. V roce 1920 založil firmu v michiganském Fruitportu, kde vedl samotářský život a soustředil se na zakázkovou produkci vycházející z originálních postupů.
Vyráběl nože typu bowie knife, útočné nože, mačety, sekery a jídelní příbory. Typickým znakem jeho práce byly rukojeti zhotovené z parohů a kůže. Nože vyráběl ručně, odmítal používat brusky a podobná zařízení. Poslední nůž vytvořil v roce 1962.
Měl smlouvu s firmou Abercrombie & Fitch, která prodávala jeho výrobky. Vybavení pro výzkumné expedice od Scagela odebíral Smithsonův institut. Svým stylem spojujícím praktičnost s uměleckou hodnotou zásadně ovlivnil americkou nožířskou tradici, jeho osobním žákem byl Bo Randall. V roce 1996 byl Scagel posmrtně uveden do síně slávy Americké zbrojířské asociace.